# Cerkiew Szymona Słupnika w Chyrzynce

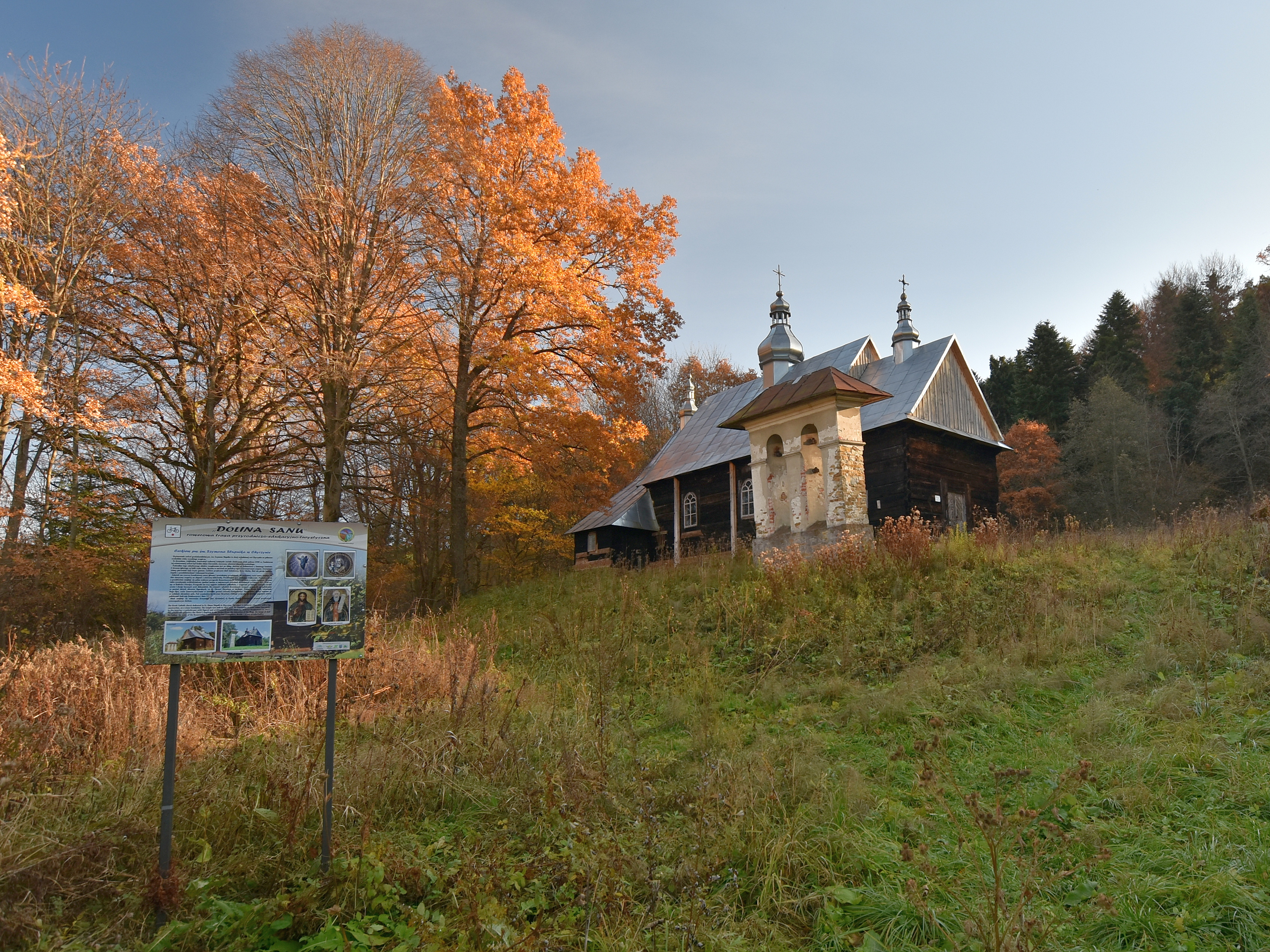
Widok ogólny

Cerkiew pw. Szymona Słupnika w Chyrzynce – greckokatolicka, zbudowana w 1857 z fundacji hrabiego Adama Starzyńskiego. Po wysiedleniu ludności ukraińskiej w 1947 roku wykorzystywana przez pewien czas jako owczarnia. W latach 90. XX w. naprawiono dach i zakonserwowano ściany.
Cerkiew orientowana, drewniana, konstrukcji zrębowej. Trójdzielna: prezbiterium zamknięte trójbocznie, szersza kwadratowa nawa i prostokątny przedsionek. Nad każdą z części osobne dachy kalenicowe, kryte blachą, zwieńczone baniastymi hełmami z pseudolatarniami i żelaznymi krzyżami. Nad przedsionkiem złamany krzyż, nad prezbiterium brak krzyża i uszkodzona latarnia. W południowej ścianie nawy otwory okienne bez okien, w północnej ścianie zabite deskami. Drzwi wejściowe urwane, brak podłogi.
Wewnątrz stropy płaskie. Na ścianach i stropie polichromia o motywach figuralnych i architektonicznych, wykonana w 1911 przez Andrzeja Demkowycza. Wśród zachowanych malowideł m.in. wizerunek Boga Ojca w prezbiterium, scena Zmartwychwstania w otoczeniu postaci czterech Ewangelistów, Chrzest w Jordanie i Pokłon Trzech Króli. W zachodniej części nawy chór, wsparty na dwóch słupach.

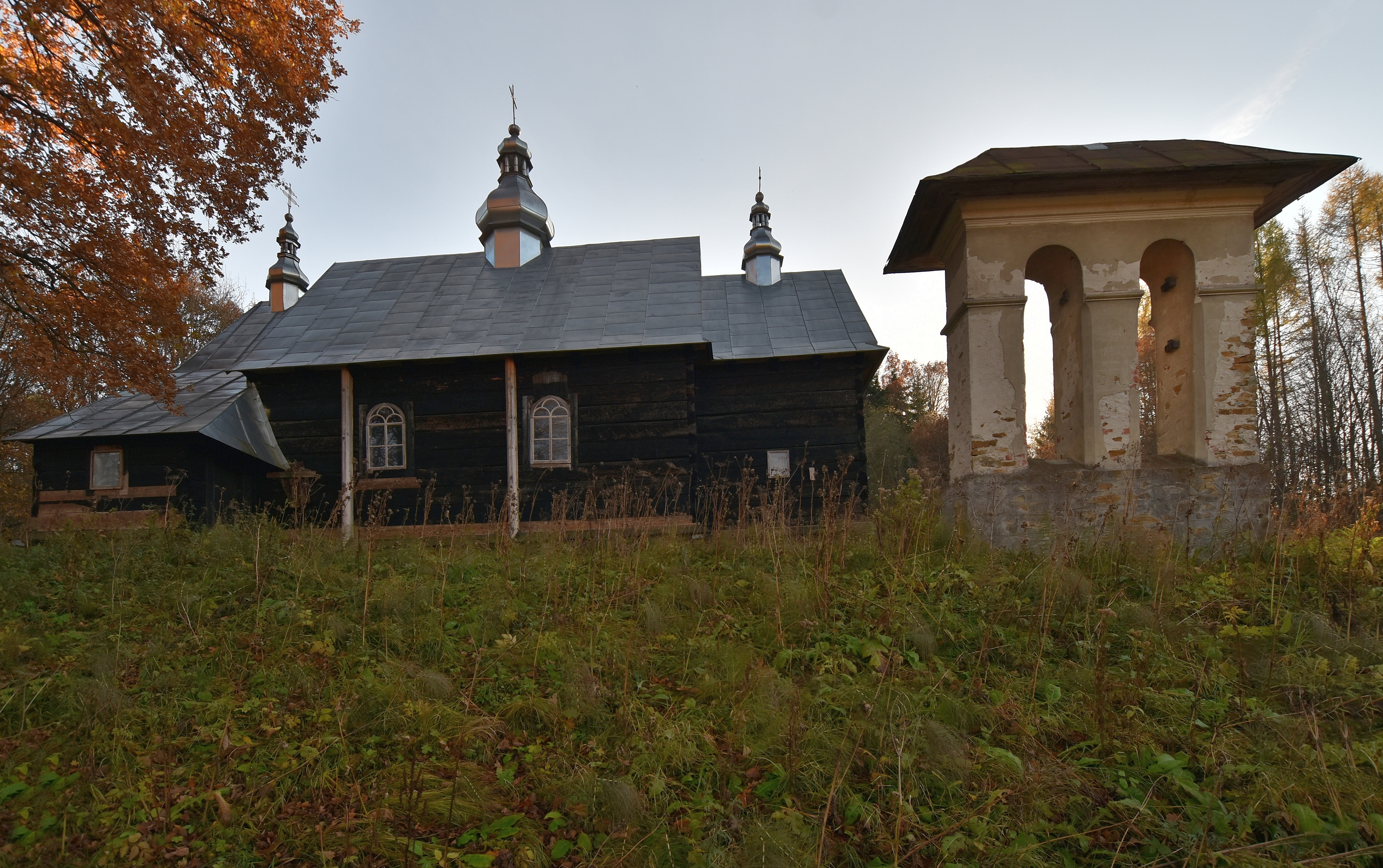
Elewacja boczna
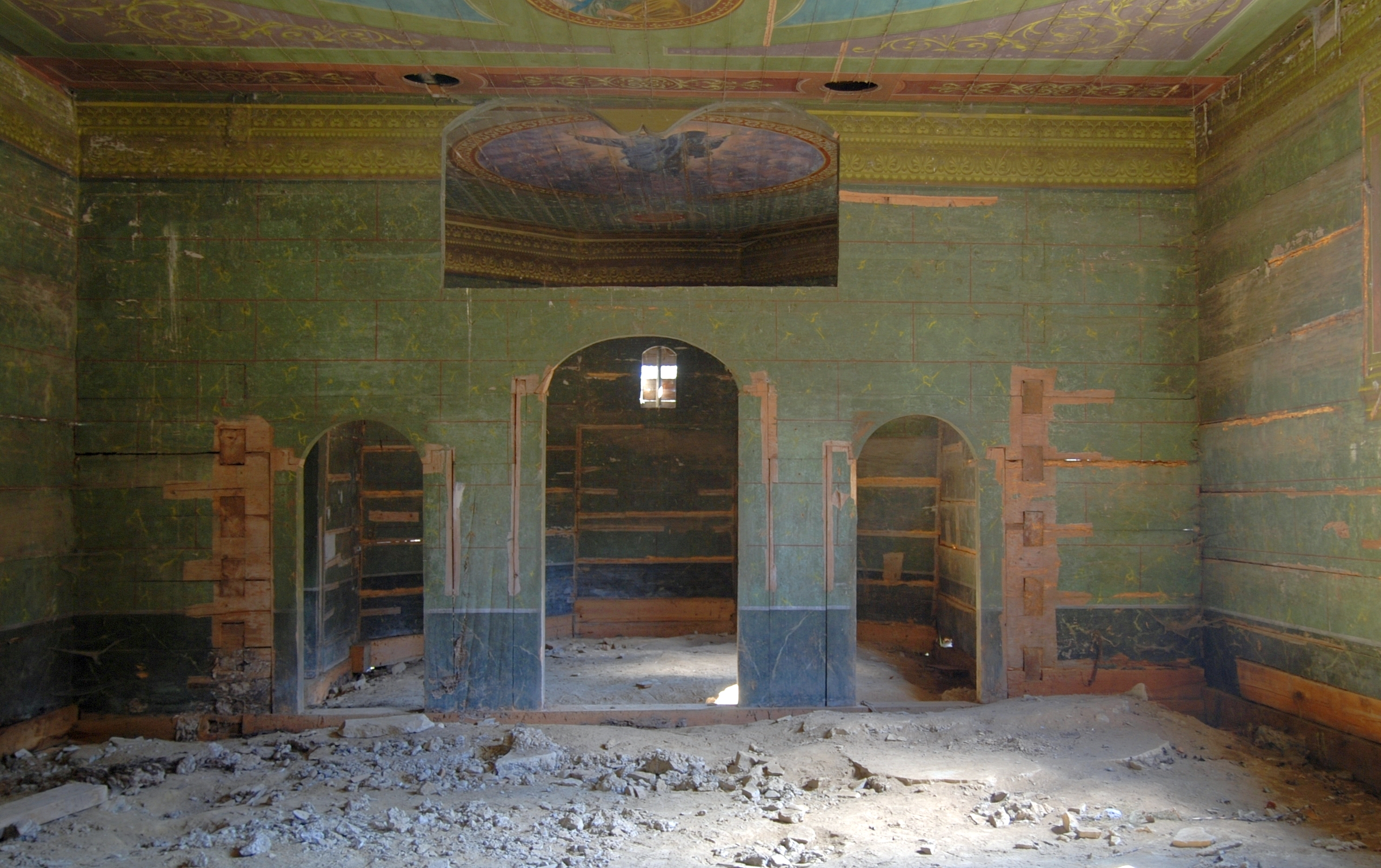
Wnętrze
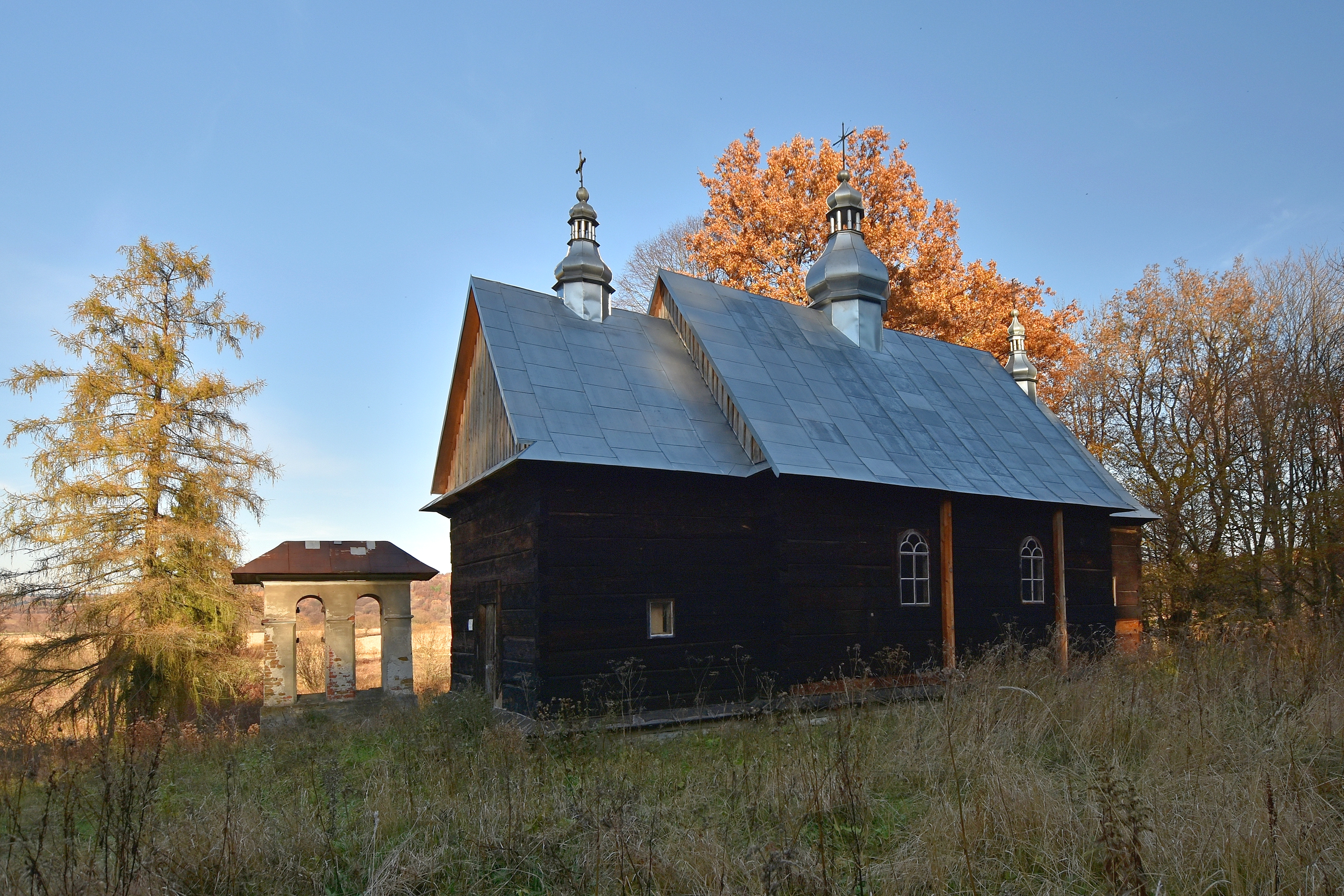
Elewacja frontowa

Unikalnym elementem architektonicznym jest zrębowa przegroda ikonostasowa pomiędzy nawą a prezbiterium. Rozwiązania takie spotkać można tylko w najstarszych cerkwiach drewnianych w Polsce z XVI i XVII wieku, np. w Radrużu i Gorajcu. Ściana taka stanowiła element konstrukcji budynku a zarazem umieszczano (lub malowano) na niej elementy ikonostasu. W późniejszych czasach już nie występowała w cerkwiach a ikonostas montowano na ażurowych ramach z listew drewnianych. Przypuszcza się, że ekipa ciesielska wzorowała się na rozwiązaniu z poprzedniej cerkwi. Przegroda ma trzy wejścia: centralne, królewskie wrota i dwoje bocznych, niższych wrót diakońskich. Wszystkie zamknięte półkoliście, z węgarami po bokach. W górnej części przegrody wycięty duży otwór, stylizowany na ośli grzbiet, przez który widać z nawy malowidła na stropie prezbiterium. W przejściu z przedsionka do nawy prostokątny portal z napisem fundacyjnym i data budowy, pisaną cyframi arabskimi i cyrylicą.
W 2014 przeprowadzono remont dachu, ułożono nową podłogę i przeprowadzono rekonstrukcję stolarki drzwiowej.
Obok cerkwi murowana dzwonnica, kryta blachą, bez dzwonów.